# Respawn Entertainment
Respawn Entertainment, LLC är ett amerikanskt företag som utvecklar datorspel. Företaget grundades i april 2010 av Jason West och Vince Zampella som tidigare grundat Infinity Ward. Företaget köptes upp av Electronic Arts den 1 december 2017.
Respawn Entertainment har utvecklat Titanfall (2014), Titanfall 2 (2016), Apex Legends (2019) och Star Wars Jedi: Fallen Order (2019).